# Limbangantengah
Limbangantengah is een bestuurslaag in het regentschap Garut van de provincie West-Java, Indonesië. Limbangantengah telt 5608 inwoners (volkstelling 2010).